# Monumento natural de los Riscos de Tirajana
EL monumento natural de los Riscos de Tirajana es un espacio protegido de alto interés geológico, geomorfológico, botánico y faunístico que se encuentra en el centro de la isla de Gran Canaria (Islas Canarias, España). Se comparte por los términos municipales de San Mateo, Tejeda, San Bartolomé de Tirajana, Santa Lucía de Tirajana y Valsequillo. Está protegido bajo la categoría de monumento natural.

## Descripción
El monumento natural de los Riscos de Tirajana es un destacado espacio de interés geológico y geomorfológico por cuya configuración han intervenido importantes procesos de desmantelamiento erosivo, formando las paredes de una enorme cuenca erosiva en la cabecera del barranco de Tirajana, creando una forma semicircular o de anfiteatro y otros elementos geológicos de gran interés como el Risco Blanco, ocupando el centro de la isla de Gran Canaria, con una superficie de 755 ha, repartido entre varios municipios.
En este espacio protegido se encuentra el poblado indígena de Tunte, de los antiguos pobladores de Gran Canaria, situado en la montaña de Tunte o de los Huesos, siendo probablemente el conjunto de cuevas más grande de la isla y del archipiélago, con más de un centenar de habitaciones conectadas por pasadizos dispuestos en cuatro niveles, usándose como viviendas, graneros y depósitos funerarios con varias cuevas rupestres.
También es reseñable la gran riqueza botánica refugiada en las escarpadas paredes de este monumento natural, con numerosos endemismos protegidos y especies animales como el halcón tagorote, donde suele nidificar.
Está incluido en la Red Canaria de Espacios Naturales Protegidos y en la Red Natura 2000 como Zona de Especial Conservación (ZEC).

## Geología
Los Riscos de Tirajana son las paredes de una enorme cuenca erosiva originada en la cabecera del barranco de Tirajana. Sus dimensiones y la gran extensión de los depósitos de deslizamiento gravitacionales conforman una depresión erosiva originada por grandes deslizamientos del terreno.
Este espacio fue afectado por episodios volcánicos como la Formación Fonolítica del Ciclo I, con escasa representación, y sobre todo del Ciclo Roque Nublo, mostrando materiales apilados de dicho ciclo volcánico, coladas procedentes de emisiones de carácter lávico y composición basáltica acabando con intrusiones fonolíticas al final del ciclo, y la aparición de domos endógenos como el caso del pitón de Risco Blanco. Este último presenta una disyunción columnar, con una imbricación de columnas en dirección paralela al alargamiento del pitón.
También encontramos coladas del Ciclo Post Roque Nublo, con grandes depósitos de deslizamiento grativacionales del mismo periodo por los grandes escarpes formados del Ciclo Roque Nublo. El Ciclo Reciente se manifiesta con conos de deyección sobre los materiales de los deslizamientos.
Dentro de este espacio se encuentra el punto más alto de la isla de Gran Canaria, el Morro de la Agujereada, con 1957 m s. n. m..

## Flora
Su inclusión como ZEC se debe a la presencia de especies endémicas exclusivas como el crestagallo de pinar (Isoplexis isabelliana) y la gildana de Risco Blanco (Teline rosmarinifolia) y hábitats de interés comunitario como Pinares macaronésicos endémicos, Campos de lava y excavaciones naturales y Brezales oromediterráneos endémicos con aliaga, además de la consideración de Zona de Interés Florístico (Plan Insular de Ordenación o PIO).
La vegetación se distribuye según la altura, orientación y exposición solar, encontrándonos especies como la retama amarilla (Teline microphylla), retama blanca (Retama rhodorhizoides) y escobones (Chamaecytisus proliferus). En las partes altas de los escarpes podemos encontrar ejemplares de pino canario (Pinus canariensis) dispersos y de poco porte por la dureza del suelo y clima. 
Destacamos tres endemismos rupícolas exclusivos de este entorno como el endemismo grancanario Bencomia brachystachya, la mosquera de Tirajana (Globularia sarcophylla) y la magarza plateada (Gonospermum ptarmiciflorum). Otros endemismos de interés son el rosalito salvaje (Pterocephalus dumetorum), el anís de risco (Bupleurum salicifolium ssp. aciphyllum), la madama pegajosa (Allagopappus viscosissimus) y la magarza pegajosa (Gonospermum ferulaceum). Incluso se detecta la presencia de especies asociadas al monteverde como el laurel o loro (Laurus novocanariensis).

## Fauna
La fauna vertebrada está presente con anfibios introducidos como la rana verde (Hyla meridionalis) y la rana común (Pelophylax perezii); los reptiles como el lagarto gigante de Gran Canaria (Gallotia stehlini), la lisa rayada grancanaria (Chalcides sexlineatus sexlineatus) y la lisa variable grancanaria (Chalcides sexlineatus bistriatus).
Sobre todo destacamos de la fauna vertebrada la avifauna, con especies nidificantes debido a las condiciones del terreno como el vencejo unicolor (Apus unicolor), el gorrión chillón (Petronia petronia maderensis) y el halcón tagorote (Falco pelegrinoides), este último de gran interés. Otras aves presentes son los gavilanes (Accipiter nisus granti), cernícalos canarios (Falco tinnunculis canariensis) o cuervos canarios (Corvus corax canariensis).
Aves presentes en la vegetación podemos encontrar a la perdiz roja (Alectoris rufa), la codorniz (Coturnix coturnix), la calandra canaria (Calandrella rufescens rufescens), el herrerillo (Parus teneriffae hedwigii), el bisbita caminero (Anthus berthelotii berthelotii), el canario de monte (Serinus canarius), el pinzón común (Fringilla coelebs canariensis), el búho chico (Asio otus canariensis), el mirlo canario (Turdus merula cabrerae), entre otros. Y asociadas al agua, la abubilla (Upupa epops) o la alpispa (Motacilla cinerea canariensis).
De la fauna invertebrada, hay una enorme riqueza. Sobre los artrópodos, existe una gran variedad de especies endémicas grancanarias como los arácnidos Kampimodromus echii, la disdera de los Tilos (Dysdera tilosensis), la araña patuda (Pholcus multidentatus), la Spermophorides cuneata, la Oecobius pseudodepressus y la Mesiotelus grancanariensis; el diplópodo milpiés grancanario (Dolichoiulus alluaudi); y los insectos con 32 endemismos exclusivos de la isla como el brosco grancanario (Broscus glaber), el calato de Gran Canaria (Calathus angularis), el cucusito grancanario (Trechus flavolimbatus), el escudero capitán grancanario (Ocypus canariensis), el escarabajo resorte (Cardiophorus abora), el cucarro negro grancanario (Hegeter costipennis), el gorgojo de la magarza grancanario (Cyphocleonus sventeniusi), entre otros muchos.
Los ortópteros endémicos están representados por un endemismo de la isla compartido solo con Tenerife, la arminda de Burr (Arminda burri). Los hemípteros con los endemismos grancanarios Arytinnis equitans, A. prognata, A. romeria y Horvathiolus albomacula; los lepidópteros como la mariposa sátiro de Gran Canaria (Hipparchia tamadabae) y la palomita candil de Gran Canaria (Noctua noacki distincta); los dípteros con el Simulium paraloutetense y el singue de Gran Canaria (Promachus latitarsatus). Finalmente los himenópteros también exclusivos de la isla como la avispa cuco (Chrysis magnifacialis), la Leptochilus eatoni tiraianensis, la Colletes dimidiatus canariensis, la Andrena vulcana ferina, la A. wollastoni catula y el Sphecodes marginatus larochei.